# Nagareyama
Nagareyama (jap. 流山市, -shi) ist eine Stadt in der Präfektur Chiba auf Honshū, der Hauptinsel von Japan.

## Geographie
Nagareyama liegt westlich von Kashiwa, östlich von Misato und nördlich von Matsudo.

## Geschichte
Nagareyama erhielt 1967 das Stadtrecht.

## Verkehr
- Zug:
  - Tōbu Noda-Linie nach Funabashi oder Saitama
  - JR Musashino-Linie, nach Funabashi, Saitama und Fuchū
  - Tsukuba Express (TX) nach Akihabara oder Tsukuba
- Straße:
  - Jōban-Autobahn nach Tōkyō oder Iwaki
  - Nationalstraße 6 nach Chūō oder Sendai

## Angrenzende Städte und Gemeinden
- Präfektur Chiba
  - Kashiwa
  - Matsudo
  - Noda
- Präfektur Saitama
  - Misato
  - Yoshikawa

## Städtepartnerschaften
- Sōma, Japan, seit 1977
- Shinano, Japan, seit 1997
- Noto, Japan, seit 2012

## Persönlichkeiten
- Takeaki Yuhara (* 1978), Fußballspieler
- Hidekazu Ōtani (* 1984), Fußballspieler
- Rikiya Saruyama (* 1984), Weitspringer
- Hiroshi Ibusuki (* 1991), Fußballspieler